# 버시주

버시 주의 위치

버시주(헝가리어: Vas megye)는 헝가리 서부에 위치한 주로 주도는 솜버트헤이이며 면적은 3,336km2, 인구는 261,900명, 인구 밀도는 79명/km2이다. 1개 도시주(솜버트헤이)와 7개 구(첼되묄크구, 쾨르멘드구, 쾨세그구, 샤르바르구, 센트고트하르드구, 솜버트헤이구, 버슈바르구), 12개 시, 203개 마을을 관할한다.
서쪽으로는 오스트리아, 남서쪽으로는 슬로베니아와 국경을 접하고 있고 북쪽으로는 죄르모숀쇼프론 주, 동쪽으로는 베스프렘 주, 남쪽으로는 절러 주와 접한다.

주기
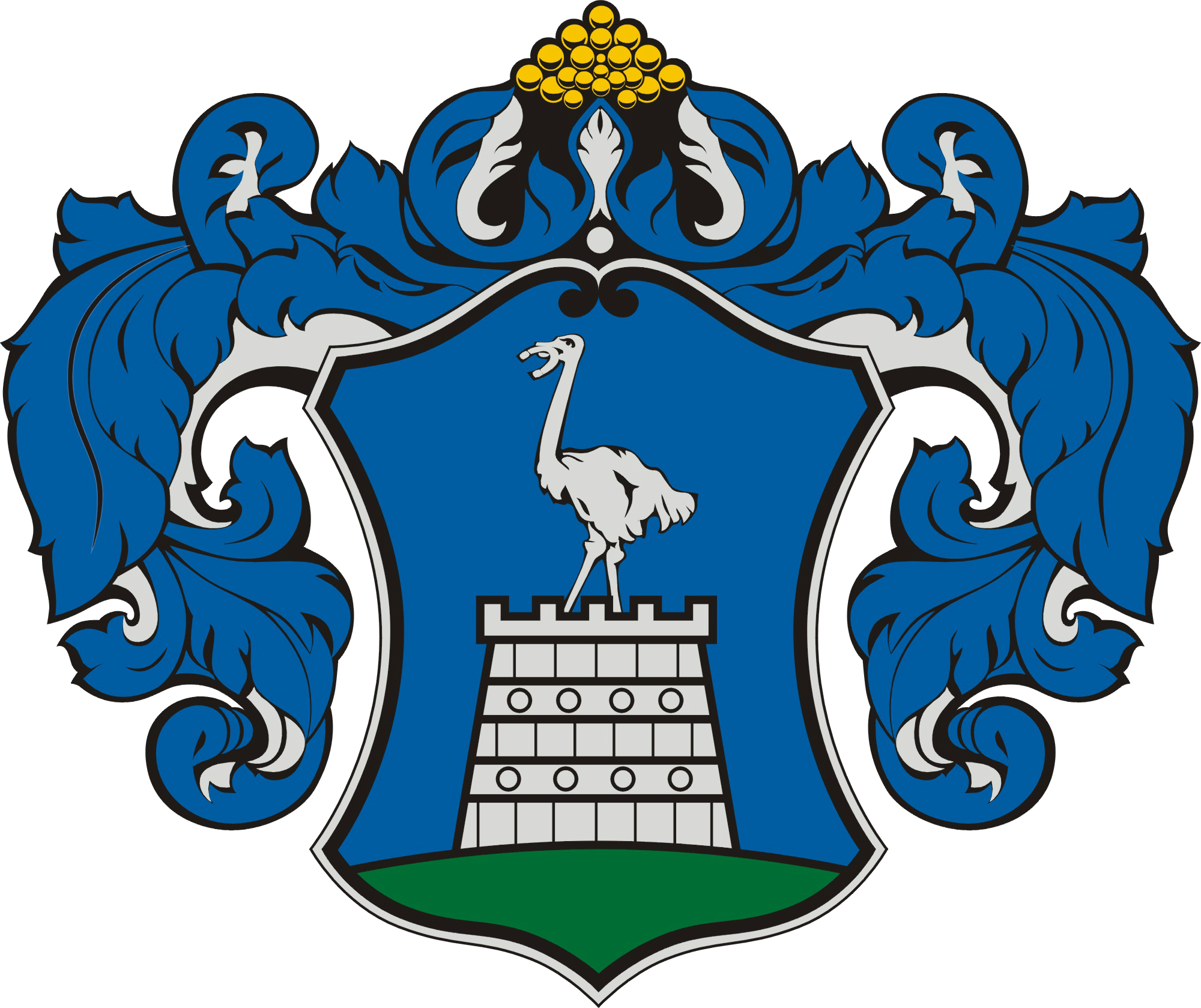
주 문장